# مسجد الفلاح (هوالين)

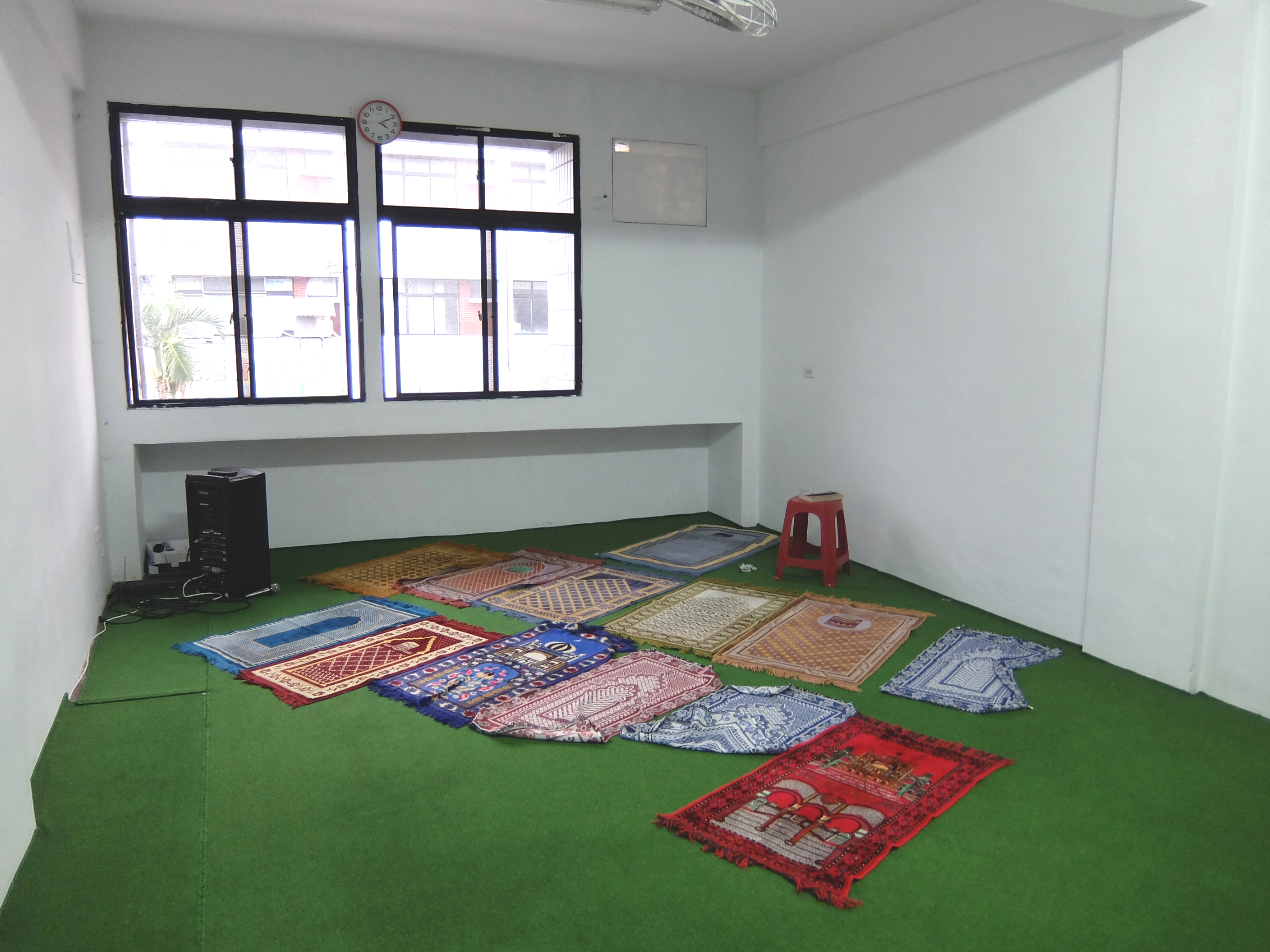
قاعة صلاة مسجد الفلاح

مسجد الفلاح هو مسجد في مدينة هوالين، مقاطعة هوالين، تايوان. وهو المسجد التاسع والأخير الذي بني في تايوان. كما أنه المسجد الأول في مقاطعة هوالين.

## التاريخ
تم افتتاح المسجد من قبل وزير القانون الإندونيسي السابق وحقوق الإنسان محمد محفوظ في 18 مارس 2018. في 10 نوفمبر 2019، تم إنشاء عداد خدمات المعلومات والشكاوى للعمال الإندونيسيين المهاجرين في تايوان في غرفة الاجتماعات في مبنى المسجد.

## وسائل النقل
يمكن الوصول إلى المسجد على مسافة قريبة من شمال غرب محطة هوالين للسكك الحديدية التايوانية.